# Német labdarúgócsapatok listája
Ez a német labdarúgócsapatok listája.
Ez a lista csak a labdarúgóklubokat tartalmazza, az amerikaifutballt, a rögbit és egyéb hasonló sportok csapatait nem.
A német labdarúgást a DFB (Deutscher Fussball Bund vagy Német Labdarúgó-szövetség) irányítja. A DFB alapító klubjainak listája itt megtalálható.
Németországban a hivatásos labdarúgó bajnokság a Bundesliga.
A világ többi klubjának listája itt érhető el.

Tartalomjegyzék: 
| Ábécé szerinti tartalomjegyzék                      |
| --------------------------------------------------- |
| A B C D E F G H I J K L M N O P Q R S T U V W X Y Z |

egyéb

## A
- Alemannia Aachen
- VfR Aalen
- LR Ahlen
- Rot Weiss Ahlen
- VSG Altglienicke (Berlin)
- FC Eintracht Altona
- FC Bayern Alzenau
- Viktoria Aschaffenburg
- FC Erzgebirge Aue
- VfB Auerbach
- FC Augsburg
- TSV Schwaben Augsburg

## B
- SV Babelsberg 03
- FV Bad Vilbel
- Bahlinger SC
- SV Barnstorf
- KSV Baunatal
- Budissa Bautzen
- SpVgg Bayreuth
- 1. FC Union Berlin
- Berlin Ankaraspor Kulübü 07
- Berlin Athletics Klub 07
- Alemannia Wacker Berlin
- ASK Vorwärts Berlin
- Berliner FC Dynamo
- Blau-Weiss Berlin (Blau-Weiß 90 Berlin)
- BFC Frankfurt Berlin
- BFC Germania Berlin
- Hertha BSC Berlin
- Berliner Sport-Club Komet
- TuS Makkabi Berlin
- Rapide Berlin
- SV Nord Wedding Berlin
- BFC Preussen Berlin
- Berliner Sport-Club
- Berliner SV
- Tasmania 1900 Berlin
- Tennis Borussia Berlin
- Türkiyemspor Berlin
- Viktoria 89 Berlin
- SV Yesilyurt Berlin
- SV 1919 Bernbach
- SV Beuel 06
- DSC Arminia Bielefeld
- VfB Fichte Bielefeld
- 1. FC Bocholt
- VfL Bochum
- 1. Bockenheimer FC 1899
- SV Bonlanden
- Bonner SC
- Stahl Brandenburg
- FSV Braunfels
- Eintracht Braunschweig
- Rot-Weiss Braunschweig
- ASC 1898 Bremen
- ATSV 1860 Bremen
- Club SuS 1896 Bremen
- SV Werder Bremen
- FC Bremerhaven
- OSC Bremerhaven
- VfR Schlesien Breslau
- SV Wacker Burghausen
- VfR Bürstadt

## C
- Akademischer BC 1897 Charlottenburg (Berlin)
- SC Charlottenburg (Berlin)
- Chemnitzer BC
- Chemnitzer FC
- VfB Fortuna Chemnitz
- BV Cloppenburg
- FC Energie Cottbus
- TSV Crailsheim

## D
- SV Darmstadt 98
- TuS Dehrn
- Delbrücker SC
- SV Dessau 05
- Rot Weiss Deuten
- Borussia Dortmund
- Dynamo Dresden
- FV Dresden-Nord
- Dresdner SC
- Eintracht Duisburg 1848
- MSV Duisburg
- Eintracht Duisburg 1848
- Fortuna Düsseldorf
- TuS Maccabi Düsseldorf

## E
- FV Motor Eberswalde
- FC Eilenburg
- Eisenhüttenstädter FC Stahl
- SV Elversberg
- Kickers Emden
- FC Emmendingen
- SpVgg Emsdetten
- VfB Eppingen
- FC Rot-Weiss Erfurt (FC Rot-Weiß Erfurt)
- SpVgg Erkenschwick
- 1. FC Eschborn
- Rot-Weiss Essen (Rot-Weiß Essen)
- Schwarz-Weiss Essen (Schwarz-Weiß Essen)

## F
- SV Buchonia Flieden
- Eintracht Frankfurt
- Germania Frankfurt
- FC Viktoria Frankfurt
- FSV Frankfurt
- Rot-Weiß Frankfurt
- SV Viktoria Preußen 07 (Frankfurt)
- Blau-Weiss Wiehre Freiburg
- SC Freiburg
- SGV Freiberg
- Freiburger FC
- Borussia Fulda
- SC Fürstenfeldbruck
- SpVgg Greuther Fürth

## G
- 1. FC Gera 03
- 1. SV Gera
- RSV Göttingen 05
- SC Göttingen 05
- Torgelower SV Greif
- SC Viktoria 06 Griesheim
- FC Gütersloh

## H
- Germania Halberstadt
- Hallescher FC
- VfL Halle 1896
- FC 93 Altona Hamburg
- Hamburger SV
- FC Hammonia Hamburg
- Luftwaffen-SV Hamburg
- FC St. Georg Hamburg
- SC Victoria Hamburg
- Hammer SpVg
- FC Hanau 93
- TSV Hanau
- Arminia Hannover
- Hannover 96
- DFV 1878 Hannover
- OSV Hannover
- TSV Havelse
- 1. FC Heidenheim 1846
- FC Heilbronn
- VfR Heilbronn
- SV Henstedt-Rhen
- SC Herford
- VfB Hermsdorf
- Westfalia Herne
- Bayern Hof
- TSG Hoffenheim
- FC Homburg
- FC Lausitz Hoyerswerda
- VfB Hüls

## I
- ESV Ingolstadt
- MTV Ingolstadt
- FC Ingolstadt 04
- Grün-Weiß Ingolstadt

## J
- FC Carl Zeiss Jena

## K
- 1. FC Kaiserslautern
- Karlsruher FV
- Karlsruher SC
- FC Südstadt Karlsruhe
- KSV Hessen Kassel
- 1. FC Katowice
- 1. FC Viktoria Kelsterbach
- Holstein Kiel
- FC Kilia Kiel
- VfL Klafeld-Geisweid 08
- TuS Koblenz
- 1. FC Köln
- SC Fortuna Köln
- Viktoria Köln
- FV Germania Königshütte

## L
- 1. FC Lokomotive Leipzig
- Leipziger BC 1893
- VfB Leipzig
- Olympia Leipzig
- FC Sachsen Leipzig
- Sportbrüder Leipzig
- Wacker Leipzig
- Bayer 04 Leverkusen
- Lichterfelder FC (Berlin)
- SC Borussia Lindenthal-Hohenlind
- SV Lippstadt 08
- FSC Lohfelden
- Sportfreunde Lotte
- VfB Lübeck
- Rot-Weiß Lüdenscheid
- Ludwigsfelder FC
- SV Lilienthal-Falkenberg
- TuS Lingen

## M
- 1. FC Magdeburg
- Cricket Viktoria Magdeburg
- Fortuna Magdeburg
- SV Victoria 96 Magdeburg
- Eintracht Mahlsdorf
- FSV Mainz 05
- SV Waldhof Mannheim
- VfR Mannheim
- SV Mariendorf (Berlin)
- SV Meddewade
- SV Meppen
- ZFC Meuselwitz
- Mittweidaer BC
- Borussia Mönchengladbach
- FC Mülhausen
- 1. FC Mülheim
- 1. Münchner FC 1896
- FC Bavaria 1899 München
- FC Bayern München
- MS 1860 München
- FC Nordstern 1896 München
- TSV 1860 München
- Wacker München
- SC Preußen Münster

## N
- SC Naumburg
- VfR Neumünster
- Borussia Neunkirchen
- MSV Neuruppin
- TSG Neustrelitz
- FSV Wacker 90 Nordhausen
- Eintracht Nordhorn
- 1. FC Nürnberg
- TuS Bar Kochba Nürnberg

## O
- Rot-Weiß Oberhausen
- FC Oberneuland
- Spvgg 05 Oberrad
- Germania Ober-Roden
- SF Oestrich Iserlohn
- Kickers Offenbach
- VfB Oldenburg
- VfL Oldenburg
- VfL Osnabrück
- FC Teutonia Ottensen

## P
- SC Paderborn 07
- VfB-Einheit zu Pankow
- 1. FC Pforzheim
- SC Pfullendorf
- FK Pirmasens
- VFC Plauen
- VfB Pößneck (VfB Poessneck)

## R
- FSV Optik Rathenow
- SSV Jahn Regensburg
- Reinickendorfer Füchse
- FC Remscheid
- SSV Reutlingen
- FC Eintracht Rheine
- Stahl Riesa
- SG Rommerz
- SV Rossbach
- F.C. Hansa Rostock
- Rote Jäger

## S
- 1. FC Saarbrücken
- SV Saar 05 Saarbrücken
- FSV Salmrohr
- SV Sandhausen
- FC Schalke 04
- FC Schönberg 95
- Germania Schöneiche
- 1. FC Schwalmstadt
- FC Germania 06 Schwanheim
- 1. FC Schweinfurt 05
- BSV Schwenningen
- TSV Schwieberdingen
- Sportfreunde Seligenstadt
- Sportfreunde Siegen
- Union Solingen
- Spandauer SV
- SV St. Ingbert 1945
- FC St. Pauli
- SV 08 Steinach
- FSV Steinbach
- Lok Stendal
- FV Strassburg
- Stuttgarter Kickers
- VfB Stuttgart
- FSG Südkreis

## T
- TSG Thannhausen
- Torgelower SV Greif
- SV Eintracht Trier 05

## U
- Bayer 05 Uerdingen
- KFC Uerdingen 05
- SSV Ulm 1846
- SpVgg Unterhaching
- FC Viktoria 09 Urberach

## V
- SSVg Velbert
- OSC Vellmar
- SC Verl
- FC 08 Villingen
- SV Röchling Völklingen

## W
- SC Waldgirmes
- Rot-Weiß Walldorf
- DSC Wanne-Eickel
- SG Wattenscheid 09
- SV Wehen
- Eintracht Wetzlar
- RSV Weyer
- SV Wiesbaden
- Olympia Wilhelmshaven
- SV Wilhelmshaven
- FC Concordia Wilhelmsruh (Berlin)
- VfL Wolfsburg
- Wormatia Worms
- TSG Wörsdorf
- Wuppertaler SV Borussia
- RSV Würges
- Würzburger FV 04
- Kickers Würzburg

## Z
- FSV Zwickau

## egyéb
Több alkalommal a történelem során számos külföldi csapat játszott a német labdarúgó-bajnokságban. A leglényegesebbek azok közül a csapatok közül, amelyek rész vettek vagy megnyerték a német bajnoki címet, esetleg a Német Kupát, megtalálhatóak az alábbi listában.
- DFC Prag
- DFC Germania Prag
- Admira Vienna
- First Vienna
- Rapid Wien

## Külső hivatkozások
- Útmutató a német labdarúgáshoz (Angol)
- A német bajnokság története Das Deutsche Fussball-Archiv (Német)
- eufo.de Archiválva 2006. április 2-i dátummal a Wayback Machine-ben Európai labdarúgóklubok profilja